# 무조건 항복
무조건 항복(無條件降伏, Unconditional surrender)은 정치 용어로서 일반적으로 전쟁에서 승전국이 제시하는 항복 조건에 패전국이 그대로 승복하는 일을 말한다. 그러나 엄격하게 말하면, 군사적 의미의 무조건 항복과 정치적 의미의 무조건 항복이 있다. 군사적 의미의 무조건항복은 병력과 무기 등 일체를 조건 없이 승전국의 권한에 맡겨서 분쟁을 종결짓는 것을 뜻하며, 국제정치상의 의미로는 패전국이 조건 없이 승전국의 정치적 지배에 들어가는 것을 가리킨다.
제2차 세계 대전을 종결시킴에 있어서, 연합국측이 독일, 이탈리아, 일본 등에 대해서 세운 전쟁 종결방침은 1943년 1월의 카사블랑카 회담 이래 정치적 무조건 항복이었으며, 독일과 이탈리아, 일본에 대해서 그것이 그대로 관철되었다.

## 같이 보기
- 점령